# Dolní Moravice
Dolní Moravice  [ˈdɔlɲiː ˈmɔravɪtsɛ] (deutsch Nieder Mohrau) ist eine Gemeinde mit 389 Einwohnern (1. Januar 2014) in Tschechien. Sie erstreckt sich in einem Seitental am Oberlauf der Mohra zwölf Kilometer westlich von Bruntál am Fuße des Altvatergebirges in 600 m ü. M.

## Geschichte

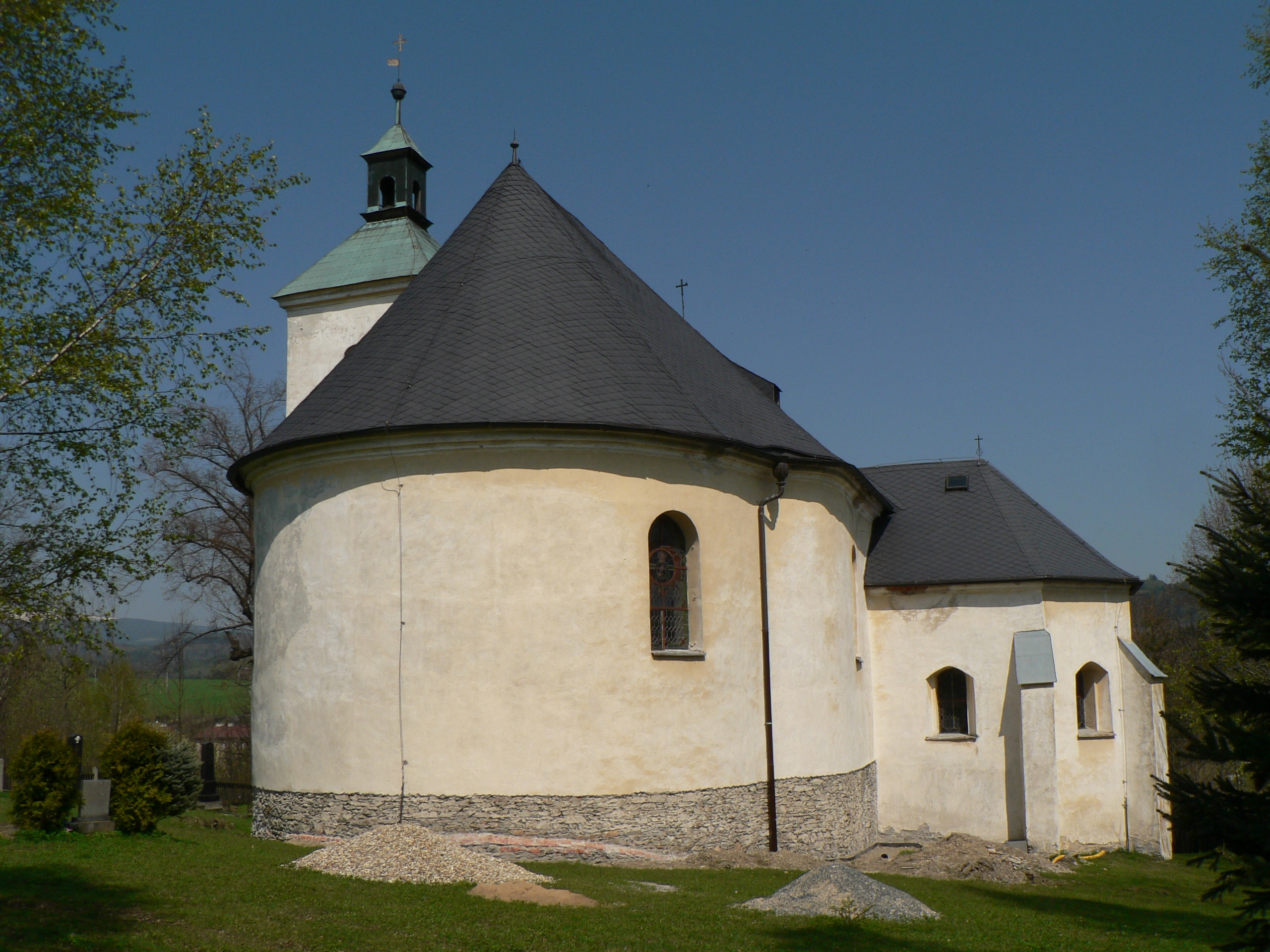
Jakobskirche in Dolní Moravice

Erstmals erwähnt wurde das Dorf im Jahre 1258. Es war Teil der Herrschaft Eulenberg. Seit 1599 bestand in Nieder Mohrau eine Schule. 1712 entstanden das Sägewerk und die Papierfabrik, bei denen die meisten der Einwohner in Lohn und Brot standen.
Am 1. Dezember 1930 hatte die Gemeinde Nieder Mohrau 751 Einwohner, am 17. Mai 1939 waren es 804 und am 22. Mai 1947 422 Bewohner. 
Nach dem Münchner Abkommen wurde der Ort dem Deutschen Reich zugeschlagen und gehörte bis 1945 zum Landkreis Römerstadt. Die deutschen Bewohner wurden 1945 enteignet und vertrieben. 
1949 wurde Horní Moravice (Ober Mohrau) eingemeindet, 1961 wurde auch der ehemalige Bergflecken Nová Ves (Neudorf) zum Ortsteil.

## Gemeindegliederung
Zu Gemeinde Dolní Moravice gehören die Ortsteile Horní Moravice (Ober Mohrau) und Nová Ves (Neudorf, früher auch Neu Hoffmannsdorf).